# Organizador gráfico
Un organizador gráfico es una herramienta pedagógica visual que permite organizar y expresar información de forma esquemática a través de las relaciones de conceptos de un determinado tema. El objetivo principal de un organizador gráfico es proporcionar una ayuda para facilitar el aprendizaje, dado que permiten plasmar el contenido de una forma más dinámica y a una mejor comprensión del contenido.

## Tipos de organizadores
Existen varios tipos de organizadores gráficos:
- Organizadores relacionales
  - Guion gráfico

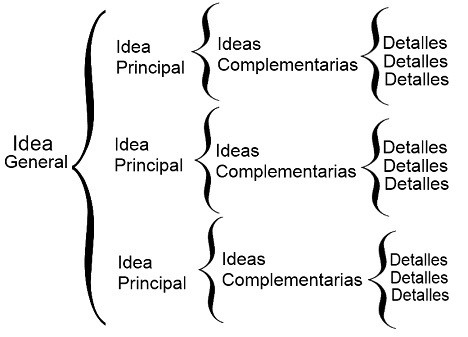
Estructura del cuadro sinóptico.

Diagrama de causa efecto o de espina de pez ideado por el ingeniero Ishikawa.

  - Espina de pez o diagrama de Ishikawa
  - Gráfica
- Organizadores de categoría/clasificación
  - Mapa conceptual
  - Gráfico KWL
  - Mapas mentales
  - Cuadro sinóptico
- Organizadores de secuencia
  - Cadena de eventos
  - Líneas de tiempo
- Organizadores de comparación
  - Cuadro de mando
  - Diagramas de Venn
- Organizadores de desarrollo de conceptos
  - Gráfico circular
  - Diagrama de flujo
- Organizadores de dispositivos de control y opciones
  - Panel de control mecánico
  - Interfaz gráfica de usuario

## Habilidades que desarrolla
El uso de un organizador gráfico, sobre todo en el ámbito educativo, es que permiten enfocar lo que es importante dentro de un tema porque resaltan conceptos que son claves y las relaciona entre éstos, proporcionando así herramientas para el desarrollo del pensamiento crítico y creativo. Al mismo tiempo, enriquecen la lectura, la escritura, el pensamiento y ayuda a la comprensión, remembranza y aprendizaje de los estudiantes; dado que expone una forma rápida y sencilla la idea general de un tema.